# Phractura brevicauda
Phractura brevicauda és una espècie de peix de la família dels amfílids i de l'ordre dels siluriformes.

## Morfologia
Els mascles poden assolir els 7 cm de llargària total.

## Distribució geogràfica
Es troba a Àfrica: Camerun, Gabon i curs inferior del riu Congo.